# لاک‌وود و شرکا
لاک وود و شرکا (انگلیسی: Lockwood and Co) نام مجموعه کتابی به قلم جاناتان استرود است. این مجموعه ۵ جلدی بسیار مهیج و جالب است و در ژانر علمی تخیلی نوشته شده. اولین کتاب این مجموعه با نام""پلکان ارواح"" توسط آرزو مقدس ترجمه و در انتشارات پرتقال چاپ شده‌است. همچنین هر پنج جلد مجموعه توسط نشر سایه گستر به چاپ رسیده شده است.
قسمتی از کتاب لاک وود و شرکا:پلکان ارواح:
دختر مرده آنجا، آن طرف خط آهن، کنارم ایستاده بو
چنان واضح بود که انگار زنده است، نفس می‌کشد و به یک روز آفتابی چشم دوخته. نور سرد و ضغیفی به چهره اش می‌تابید. همان طوری می دیدمش که در گذشته‌ها بوده؛ گونه‌های برآمده، دماغ کوچک، دهانی بزرگ با لب‌های برجسته و چشمانی پر از التماس.